# Meave Leakey
Meave G. Leakey (tên khi sinh Meave Epps, 28/07/1942 tại London, Anh) là một nhà cổ nhân học tại Đại học Stony Brook và là điều phối viên nghiên cứu Plio-Pleistocen tại Viện Turkana Basin. Bà nghiên cứu về tiến hóa của hominid cổ xưa và đã thực hiện hàng loạt nghiên cứu thực địa ở bình nguyên Turkana. Bà có học vị Tiến sĩ Triết học (Ph. D.)  và Tiến sĩ Khoa học .

## Người đàn ông mặt phẳng ở Kenya
Năm 1999 nhóm nghiên cứu của tiến sĩ Leakey ở hồ Turkana, Kenya đã phát hiện một hộp sọ 3,5 triệu năm tuổi và từng phần hàm được cho là thuộc về một chi nhánh mới của họ nhân loại cổ. Bà đặt tên cho di cốt là Kenyanthropus platyops, hoặc "người đàn ông mặt phẳng ở Kenya" (Flat Faced Man).

## Hoạt động
Meave Leakey kết hôn với Richard Leakey, một nhà cổ sinh vật. Một người con là Louise Leakey tiếp tục truyền thống gia đình nghiên cứu cổ sinh vật học.
Ban đầu Leakey nghiên cứu động vật học và động vật học biển tại Đại học North Wales. Tiếp xúc đầu tiên của bà với gia đình Leakey là làm nghiên cứu sinh Ph.D. ở Trung tâm nghiên cứu linh trưởng Tigoni. Tại thời điểm này Louis Leakey là người quản lý trung tâm. Bà đã nhận được bằng tiến sĩ động vật học vào năm 1968.
Năm 2004 Đại học College, London trao bằng danh dự D.Sc. về cổ sinh vật học cho bà. Leakey hiện là giáo sư nghiên cứu của Viện Turkana Basin, cơ sở liên kết của Đại học Stony Brook. Ngày 30 tháng 4 năm 2013, Leakey được bầu làm Cộng tác viên nước ngoài của Viện Hàn lâm Khoa học Quốc gia Hoa Kỳ, với chuyên ngành địa chất và nhân chủng học. Như vậy là Leakey là người Kenya và người phụ nữ châu Phi đầu tiên được bầu làm thành viên của Viện Hàn lâm Khoa học này.

## Công trình đăng tải
- Rene Bob & Meave G. Leakey (2009), "Ecology of Plio-Pleistocene Mammals in the Omo-Turkana Basin and the Emergence of Homo", trong Frederick E. Gine, John G. Fleagle, & Richard E. Leakey (biên tập), The First Humans: Origin and Early Evolution of the Genus Homo, Vertebrate Paleobiology and Paleoanthropology, Conference publication: Springer, tr. 175–184, ISBN 978-1-4020-9979-3, truy cập ngày 30 tháng 4 năm 2010{{Chú thích}}:  Quản lý CS1: nhiều tên: danh sách biên tập viên (liên kết)
- Lothagam: The Dawn of Humanity in Eastern Africa by John Harris and Meave Leakey, Eds. (December 2001).
- Leakey, Meave; Walker, Alan (tháng 6 năm 1997), "Early Hominid Fossils from Africa", Scientific American, 276 (6): 74–79, doi:10.1038/scientificamerican0697-74
- Stratigraphy and Paleontology of Pliocene and Pleistocene Localities West of Lake Turkana, Kenya by John Harris, Meave Leakey, Eds. et al. (October 1988).
- Harris, J.M; Brown, F.H; Leakey, M.G; Walker, A.C; Leakey, R.E (ngày 1 tháng 1 năm 1989), "Pliocene and Pleistocene Hominid-Bearing Sites from West of Lake Turkana, Kenya", Science, 239 (4835): 27–33, doi:10.1126/science.239.4835.27
- M.G. Leakey, R.E. Leakey, J.M. Harris (editors) (1978), Koobi Fora Research Project: Researches into Geology, Palaeontology, and Human Origins, quyển 1: The Fossil Hominids and an Introduction to their Context 1968-1974, Clarendon Press, ISBN 978-0-19-857392-0 {{Chú thích}}: |author= có tên chung (trợ giúp)Quản lý CS1: nhiều tên: danh sách tác giả (liên kết)